# Sauze (groupe)
Pour les articles homonymes, voir Sauze (homonymie).
Sauze est un groupe espagnol de metal alternatif, originaire d'Oviedo, dans les Asturies.

## Histoire
Sauze est formé en 2007 à Oviedo, dans les Asturies. Après avoir quitté WarCry « contre leur gré », les membres décident de former un nouveau groupe : Ardines appelle Fernando Mon pour lui montrer l'album de Hard Spirit, un groupe de hard rock qui avait été produit par TripleA-Metal (le propre label d'Ardines), dans le but de montrer les qualités vocales d'Amboaje. Ils décident d'en faire leur chanteur et contactent Manuel Ramil pour s'assembler. Manuel Ramil essayait de participer aux deux groupes, WarCry et Sauze, mais cette alternance était très difficile en raison de la distance entre son domicile en Galice et le reste des membres dans les Asturies. 
WarCry décide alors de renvoyer Ramil du groupe. Dès lors, Ramil se consacrera entièrement à Sauze, qui sortira son premier album Nada tiene sentido au milieu de l'année 2008. Lors du Rockferendum réalisé par les magazines Heavy Rock, Kerrang! et le site web mariskalrock.com, Sauze atteint la première place des meilleurs nouveaux groupes de 2008 au niveau national en Espagne. 
En 2008, après plusieurs mois d'enregistrement à la suite de la sortie de Nada tiene sentido, Sauze publie son deuxième album, El Mejor momento,, le 30 avril 2009, composé de douze nouvelles chansons, qui a reçu de bonnes critiques. Le 13 septembre 2009, ils donnent leur premier concert à Madrid, donnant ainsi le coup d'envoi de leur première tournée. À l'occasion de cette tournée, le bassiste Luis Melero rejoint le groupe.
Au milieu de l'année 2010, Sauze cesse son activité en studio et en concert. Ils reviennent brièvement en 2015 pour la sortie du morceau Tiempo al tiempo, issu de leur album El Mejor momento, en collaboration avec Víctor García, ancien compagnon de WarCry, mixé et masterisé par Dani G. aux Dynamita Studios.

### Membres
- Toni Amboaje — chant
- Fernando Mon — guitare, initialement basse
- Manuel Ramil — claviers, chœurs
- Alberto Ardines — batterie
- Luis Melero — basse (septembre 2009—2010)[7]

## Discographie
- 2008 : Nada tiene sentido
- 2009 : El Mejor momento